# Aubigné, Deux-Sèvres

Aubigné este o comună în departamentul Deux-Sèvres, Franța. În 2009 avea o populație de 212 de locuitori.